# Stoke Newington

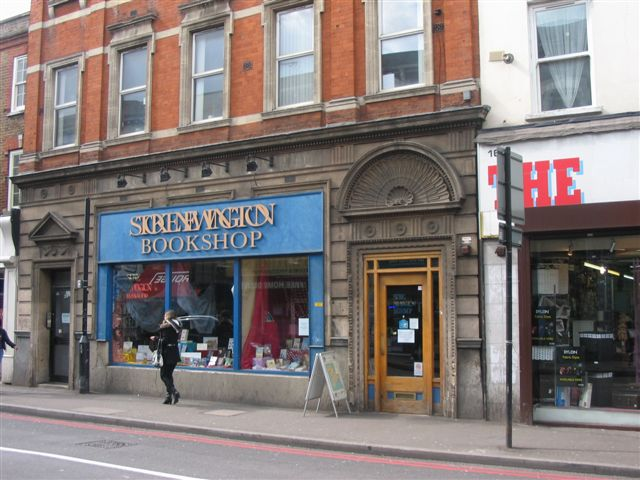
Uma livraria em Stoke Newington

Stoke Newington  é um distrito no borough de Hackney, na Região de Londres, na Inglaterra. Fica a 5 milhas (8 quilômetros) a nordeste de Charing Cross.
No século XIX descobriu-se que o local já era habitado desde os tempos neolíticos, haja vista vestígios arqueológicos que podem ser apreciados no Museu de Londres.

## Fonte
- Tradução parcial de texto editado pela en.Wikipedia